# Миллс, Джон
Сэр Джон Миллс (англ. John Mills, при рождении Льюис Эрнест Уоттс Миллс; 22 февраля 1908, Watts Naval School, Норфолк — 23 апреля 2005, Денхэм, Юго-Восточная Англия) — английский актёр, сыгравший в более 120 фильмах на протяжении 70 лет.

## Биография
Джон Миллс родился в Норт-Элмхаме, графство Норфолк, 22 февраля 1908 года. Детские годы он провёл в Филикстоу, графство Саффолк. Он посещал среднюю школу для мальчиков в Норидже. Первую роль он сыграл в пьесе Шекспира «Сон в летнюю ночь».
После окончания школы он отправился в Лондон. Дебютировав в одном из лондонских театров в 1929 году, Миллс на протяжении 30-х годов выступал в многочисленных ревю, мюзиклах и полноценных театральных пьесах. Тогда же он познакомился с известным драматургом, актёром и сценаристом Ноэлем Кауардом, выступив в его ревю «Слова и музыка».
Его дебют в кино состоялся в 1932 году. Начав с проходных ролей в малобюджетных фильмах, он довольно скоро стал ведущим актёром. Среди его наиболее значительных довоенных картин исторический фильм «Роза Тюдоров» (1934) и мелодрама «До свидания, мистер Чипс» (1939) вместе с Робертом Донатом. В 1939 году он был призван в армию, но в 1942 году был комиссован из-за язвы двенадцатиперстной кишки. В последующем актёр сыграл немало военных разных чинов и родов войск. Одной из таких ролей стал матрос Шорти в фильме «В котором мы служим» (1942), который поставили его друг Ноэль Кауард и будущий классик британского кинематографа Дэвид Лин. В том же году он снялся у Кэрола Рида в «Молодом мистере Питте».
В 1946 году он сыграл главную роль в экранизации романа Чарльза Диккенса «Большие надежды», а затем национального героя, полярного исследователя, капитана Роберта Скотта в фильме «Скотт из Антарктики» (1948). В течение последующих десяти лет он играл преимущественно в военных фильмах, таких как «История Голдица» (1954), «Над нами волны» (1955) и «Трудный путь в Александрию» (1958). В этот период сформировался его герой: обыкновенный, заурядный человек, который, тем не менее, под давлением обстоятельств демонстрирует лучшие качества своей натуры: смелость, выдержку и преданность.
Миллсу удавалось показать противоречивость человеческого характера. Одной из лучших ролей такого рода стал батальонный командир Бэзил Бэрроу в психологической драме «Мелодии славы» (1960). Партнером Миллса по этому фильму стал прославленный Алек Гиннесс. За эту роль Миллс был удостоен премии за лучшую мужскую роль на Венецианском фестивале 1960 года.
Не менее интересны были и его роли второго плана — сапожник Уилл Моссоп в романтической комедии «Выбор Хобсона» (1953), частный детектив Альберт Паркис в романтической драме «Конец романа» (1955) по роману Грэма Грина, Платон Каратаев в экранизации романа Толстого «Война и мир» (1956) и многие другие.
В начале 60-х годов Миллс снялся в нескольких картинах вместе со своей младшей дочерью Хэйли: в криминальной драме «Тигровая бухта» (1959), семейной комедии «Ловушка для родителей» (1961), приключенческом фильме «Правда о весне» (1966), драме «Меловой сад» (1964) и комедийной драме «Дела семейные» (1966).
В 1970 году Миллс сыграл одну из самых известных своих ролей — деревенского дурачка Майкла в исторической драме «Дочь Райана», за которую он был удостоен премии «Оскар» как лучший актёр второго плана.
Все последующие годы актёр снимался в основном в маленьких характерных ролях и эпизодах. Среди наиболее известных фильмов с его участием: «О, что за чудесная война» (1969), «Леди Каролина Лэм» (1972), «Оклахома, как она есть» (1973), «Ганди» (1982).
Миллс также снимался и в телевизионных сериалах, самым известным среди них стал фантастический сериал «Квотермасс» (Quatermass) (1979), а также в киноверсии известного мюзикла «Кошки» в 1998 году.
В 2002 году режиссёр Маркус Диллистоун (Marcus Dillistone) снял документальный фильм «Воспоминания Джона Миллса», включающим интервью самого Миллса, его детей и режиссёра Ричарда Аттенборо, а также рассказы и сцены из его фильмов «Трудный путь в Александрию» и «Дюнкерк». В фильме также участвуют друзья и коллеги Миллса: актёры Лоренс Оливье, Уолт Дисней, Дэвид Найвен, Дирк Богард, Рекс Харрисон и другие.
Несмотря на ухудшающееся здоровье (в 1992 году он практически ослеп и плохо слышал) актёр продолжал появляться на экране до самой смерти.

## Награды
В профессиональной среде он пользовался огромным авторитетом — он был членом совета Королевской академии драматического искусства, за свою долгую творческую жизнь он был удостоен самых высших наград.
В 1960 году Миллс получил Орден командора Британской империи, а в 1976 году удостоен дворянского звания королевой Елизаветой II.
Актёр неоднократно удостаивался внимания BAFTA: номинирован за лучшую мужскую роль в 1955 («Выбор Хобсона») и в 1961 («Мелодии славы»), а также за лучшую мужскую роль второго плана в 1971 («Дочь Райана»). За «Дочь Райана» актёр также получил «Оскар» за лучшую мужскую роль второго плана и «Золотой глобус» в 1971.
В 1960 году награда Венецианского кинофестиваля лучшему актёру за фильм «Мелодии славы».
В 2002 году он получил Почётную награду Британской Киноакадемии — высшую награду, присуждаемую академией, и избран её почётным академиком, а также звание «Легенда Диснея» от компании «The Walt Disney Company».

## Личная жизнь
Джон Миллс много лет прожил в особняке в Ричмонде, Лондон.
Его сестра, Аннета Миллс была известна по телевизионному сериалу Би-би-си «Muffin the Mule» (1946—1955).
Первой женой Миллса была актриса Эйлин Раймонд (Aileen Raymond). Они поженились в 1927 году и развелись в 1941.
Второй женой актёра стала драматург Мэри Хейли Белл. Их брак, заключённый во время войны в 1941 году, продолжался 64 года, до смерти Миллса в 2005 году. Пара обвенчалась в церкви только в 2011 году. У Миллсов было трое детей: две дочери: Джульетт Миллс и Хейли Миллс, обе актрисы, и сын Джонатан Миллс. Внук Миллса, Криспиан Миллс — музыкант, основатель инди-рок-группы Kula Shaker.
Джон Миллс умер в возрасте 97 лет 23 апреля 2005 года в Чилтерне, графство Бакингемшир от лёгочной инфекции. Его жена скончалась через несколько месяцев после мужа, 1 декабря 2005 года.

## Избранная фильмография
- Britannia of Billingsgate (1933)
- Роза Тюдоров Tudor Rose (1933)
- Brown on Resolution (1935)
- Charing Cross Road (1935)
- The First Offence (1936)
- O.H.M.S. (1937)
- До свиданья, мистер Чипс Goodbye, Mr. Chips (1939)
- Cottage to Let (1941)
- В котором мы служим In Which We Serve (1942)
- Молодой мистер Питт The Young Mr. Pitt (1942)
- Погружаемся на рассвете We Dive at Dawn (1943)
- Этот счастливый народ This Happy Breed (1944)
- Ватерлоо-роуд Waterloo Road (1945)
- Путь к звездам The Way to the Stars (1945)
- Большие надежды  Great Expectations (1946)
- В памяти навсегда So Well Remembered (1947)
- Человек октября The October Man (1947)
- Скотт из Антарктики Scott of the Antarctic (1948)
- История господина Полли The History of Mr. Polly (1949)
- Операция «Катастрофа» Morning Departure (1950)
- Победитель на деревянной лошадке The Rocking Horse Winner (1950,также продюсер)
- Не забыть никогда The Long Memory (1953)
- Выбор Хобсона Hobson’s Choice (1954)
- История Колдица The Colditz Story (1955)
- Конец романа The End of the Affair (1955)
- Над нами волны Above Us the Waves (1955)
- Вокруг света за 80 дней Around the World in Eighty Days (1956)
- Война и мир  War and Peace (1956)
- It’s Great to Be Young (1956)
- The Vicious Circle (1957)
- Трудный путь в Александрию Ice-Cold in Alex (1958)
- Дюнкерк Dunkirk (1958)
- I Was Monty’s Double (1958)
- Тигровая бухта Tiger Bay (1959)
- Швейцарская семья Робинзонов Swiss Family Robinson (1960)
- Мелодии славы Tunes of Glory (1960)
- The Singer Not the Song (1961)
- Ловушка для родителей The Parent Trap (1961)
- Огненные улицы Flame in the Streets (1961)
- Тиара Таити Tiara Tahiti (1962)
- Вся правда о весне The Truth About Spring (1964)
- Меловой сад The Chalk Garden (1964)
- Операция «Арбалет» Operation Crossbow (1965)
- Крысиный король King Rat (1965)
- Дела семейные The Family Way (1966)
- Несусветный багаж The Wrong Box (1966)
- Леди Гамильтон: Путь в высший свет  Le calde notti di Lady Hamilton (1968)
- О, что за чудесная война Oh! What a Lovely War (1969)
- Беги свободно Run Wild, Run Free (1969)
- Дочь Райана Ryan’s Daughter (1970)
- Дульсима Dulcima (1971)
- Молодой Уинстон Young Winston (1972)
- Леди Каролина Лэм Lady Caroline Lamb (1972)
- Оклахома как она есть Oklahoma Crude (1973)
- Глубокий сон The Big Sleep (1978)
- 39 ступеней The Thirty Nine Steps (1978)
- Рассвет зулусов Zulu Dawn (1979) — высокий комиссар, сэр Генри Фрер
- Ганди  Gandhi (1982)
- Сахара Sahara (1983)
- Когда дует ветер When the Wind Blows (1986)
- Кто эта девчонка? Who’s That Girl (1987)
- Леди и разбойник The Lady and the Highwayman (1989)
- Ночь лиса Night of the Fox (1990)
- Франкенштейн  Frankenstein (ТВ)
- Смертельный совет Deadly Advice (1993)
- Гамлет  Hamlet (1996)
- Гротеск The Grotesque (1995)
- Мистер Бин  Bean (1997)
- Золотая молодёжь  Bright Young Things (2003)
- Lights 2 (2005)

## Театральные постановки
- Кошки  (1998)
- До свиданья, мистер Чипс
- О мышах и людях